# 孙甘店镇
孙甘店镇，原为孙甘店乡，是中华人民共和国河北省邯郸市大名县下辖的一个乡镇级行政单位。

## 行政区划
孙甘店镇下辖以下地区：
孙甘店村、东劝庄村、西劝庄村、孝廉村、前刘万税村、中刘万税村、后刘万税村、石槽村、后营村、马牧地村、陈道仙村、程望甫村、南石冲村、北石冲村、小湖村、小村、前村、东村、西村、沙窝庙村、方道村和前营村。